# ヴェストクロイツ駅
ヴェストクロイツ駅(Bahnhof Berlin Westkreuz)はベルリンのシャルロッテンブルク＝ヴィルマースドルフ区にある鉄道駅。Sバーンの41・42号線、46号線、3号線、5号線、7号線の駅である。駅名はヴェスト（西）とクロイツ（十字、交差）から成り立つ。当駅は環状線 (Ringbahn) の東西南北にある4つの主要な乗り換え駅の一つ。
1928年12月10日に、展示場を意味するアウスシュテルング駅 (Ausstellung) の名で開業した。1932年に現在の駅名に改名された。1980年に環状線部分の営業を停止し、市街線のみの運行となった。ベルリンの壁崩壊後の1993年12月17日に環状部分の運転が再開され、その翌年には駅は全面改装された。